# Nepenthes macfarlanei
Nepenthes macfarlanei is een vleesetende bekerplant uit de familie Nepenthaceae. De soort is endemisch op het Maleisisch schiereiland en is vernoemd naar de botanicus John Muirhead Macfarlane.

## Beschrijving
De vangbekers van Nepenthes macfarlanei zijn geel of groen met opvallende rode vlekken. Het peristoom (bekerrand) is rood. De onderbekers zijn cilindervormig en kunnen tot twintig centimeter groot worden. De onderzijde van het operculum (deksel) is bedekt met korte witte haartjes. Dit is een karakteristiek morfologisch kenmerk, waarvan de functie niet bekend is.

## Natuurlijke hybriden
De volgende natuurlijke hybriden van Nepenthes macfarlanei zijn beschreven:
- N. macfarlanei × N. ramispina
- N. macfarlanei × N. sanguinea

... · 
N. alata · 
N. albomarginata · 
N. ampullaria · 
N. argentii · 
N. aristolochioides · 
N. attenboroughii · 
N. bicalcarata · 
N. bokorensis · 
N. bongso · 
N. boschiana · 
N. burkei · 
N. campanulata · 
N. chaniana · 
N. danseri · 
N. deaniana · 
N. densiflora · 
N. diatas · 
N. distillatoria · 
N. edwardsiana · 
N. ephippiata · 
N. gracilis · 
N. gymnamphora · 
N. hirsuta · 
N. inermis · 
N. insignis · 
N. jamban · 
N. khasiana · 
N. lamii · 
N. leyte · 
N. lingulata · 
N. lowii · 
N. macfarlanei · 
N. macrophylla · 
N. madagascariensis · 
N. masoalensis · 
N. maxima · 
N. mirabilis · 
N. monticola · 
N. northiana · 
N. ovata · 
N. peltata · 
N. pervillei · 
N. pitopangii · 
N. rafflesiana · 
N. rajah ·
N. rhombicaulis · 
N. rosea ·
N. sanguinea · 
N. sibuyanensis · 
N. spathulata · 
N. tenax · 
N. tenuis · 
N. veitchii ·
N. ventricosa ·
N. vieillardii ·
N. villosa · 
...